# Abeno Harukas
Abeno Harukas (japanski:あべのハルカス), neboder u Japanu, u Osaku. Izgradnja nebodera dovršena je u listopadu 2014. godine. Visina nebodera je 300 metra.